# Les Loges-Margueron
Les Loges-Margueron ist eine französische Gemeinde mit 214 Einwohnern (Stand: 1. Januar 2022) im Département Aube in der Region Grand Est; sie gehört zum Arrondissement Troyes und zum Kanton Les Riceys. 

## Geographie
Les Loges-Margueron liegt etwa 23 Kilometer südsüdöstlich von Troyes. Umgeben wird Les Loges-Margueron von den Nachbargemeinden La Vendue-Mignot im Norden, Cormost und Montceaux-lès-Vaudes im Norden und Nordosten, Rumilly-lès-Vaudes im Nordosten und Osten, Lantages im Osten, Chaource im Südosten und Süden, Metz-Robert und Cussangy im Süden, La Loge-Pomblin im Südwesten und Westen sowie  Jeugny im Westen und Nordwesten.

## Bevölkerungsentwicklung
| Jahr                       | 1962 | 1968 | 1975 | 1982 | 1990 | 1999 | 2006 | 2019 |
| Einwohner                  | 172  | 214  | 170  | 169  | 151  | 145  | 212  | 218  |
| Quellen: Cassini und INSEE |      |      |      |      |      |      |      |      |

## Sehenswürdigkeiten
- Kirche Saint-Robert
- Schloss Crogny